# Гали-Горбатки
Гали-Горбатки (укр. Галі-Горбатки) — село,
Куновский сельский совет,
Кобелякский район,
Полтавская область,
Украина.
Население по переписи 2001 года составляло 96 человек.

## Географическое положение
Село Гали-Горбатки находится на правом берегу реки Ворскла,
выше по течению на расстоянии в 2 км расположен пгт Белики,
ниже по течению на расстоянии в 1 км расположено село Лещиновка,
на противоположном берегу — село Комаровка.
По селу протекает пересыхающий ручей с запрудой.

## История
Село состоит из: Гали (Морозов) и Варавивки образованой из Варавы и Галы